# آرسنیگا

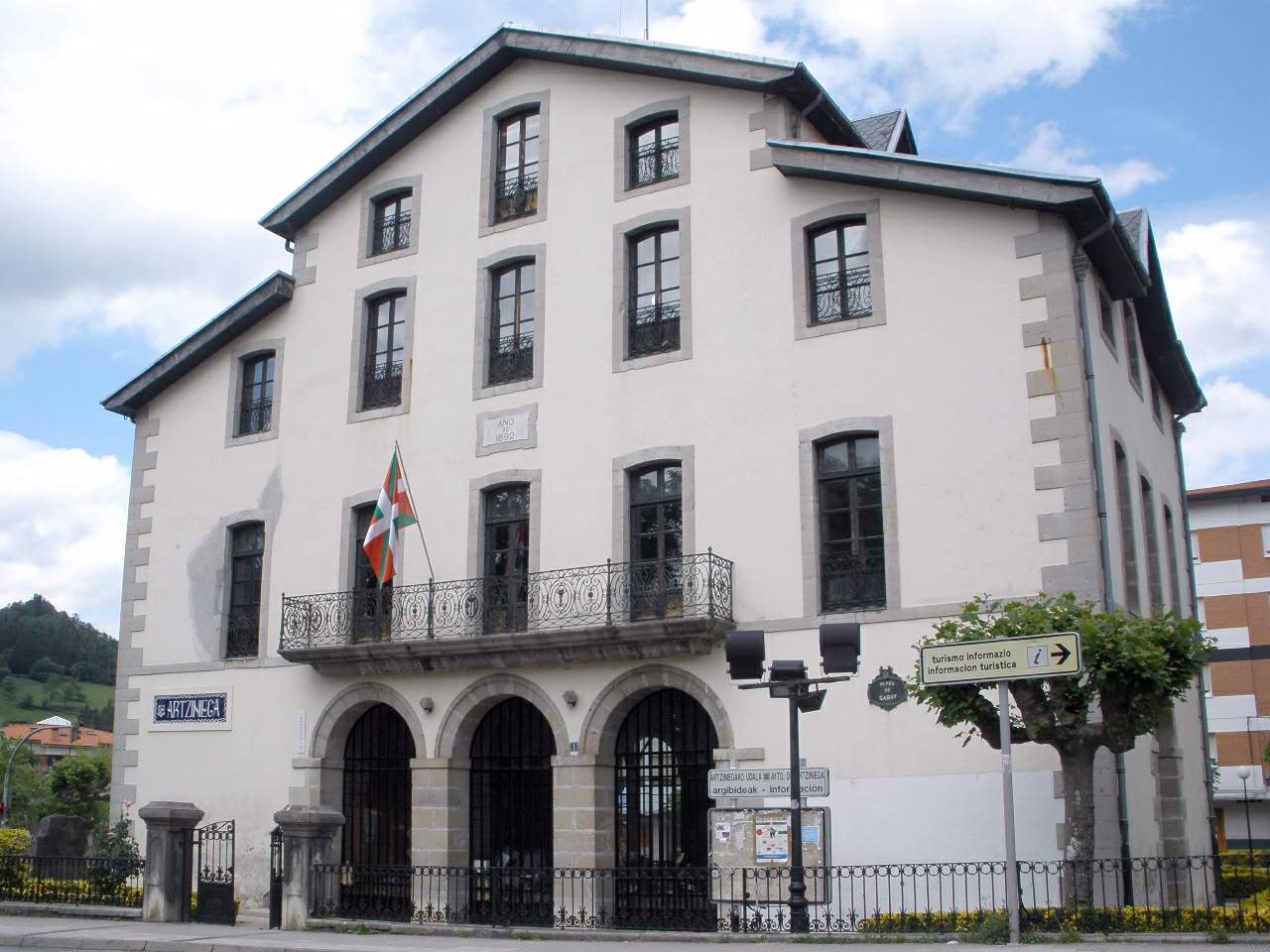
نمایی از ساختمان شورای دهستان آرسینیگا در استان آلابای اسپانیا - ۲۰۱۱

آرسینیگا دهستانی در استان آلابای اسپانیا است.
در این دهستان 1631 نفر زندگی می‌کنند. مساحت این دهستان 27.51 کیلومتر مربع است.

## مراجع
- نام، جمعیت و مساحت از درگاه ملی آمار (اسپانیا) گرفته شده است.